# Gerhard Breitenberger (Fußballspieler, 1979)
Gerhard Breitenberger (* 7. Februar 1979) ist ein österreichischer Fußballspieler.

## Karriere
Gerhard Breitenberger ist der Sohn des ehemaligen Nationalspielers Gerhard Breitenberger. Er begann seine Karriere beim SK Bischofshofen, von wo er in die Jugendabteilung des SV Austria Salzburg kam. Sein Debüt in der Bundesliga gab er am 27. November 1998 gegen den FC Tirol, als er in der 87. Minute für Herfried Sabitzer eingewechselt wurde. 1999 wurde er von den Salzburgern an den SV Braunau verliehen und später an den BSV Bad Bleiberg in die Erste Liga. Nach dem Abstieg 2004 kam er zum SC Austria Lustenau, von wo er 2005 zu seinem Stammklub SK Bischofshofen in den Amateurfußball zurückkehrte.
Nach zwei Jahren in der Heimat ging er zum 1. FC Vöcklabruck in die Regionalliga, von wo Breitenberger nach einer erfolgreichen Saison in die Bundesliga zum SK Austria Kärnten wechselte. Im Januar 2009 wechselte Breitenberger zum SV Grödig in die zweithöchste österreichische Spielklasse, jedoch konnte er den Abstieg der Salzburger nicht verhindern. Vom Frühjahr 2011 weg spielte Gerhard Breitenberger in der Oberösterreichischen Landesliga, und zwar im Bezirk Braunau beim FC Munderfing. 2012 wurde er Spieler des SC Friedburg (ebenfalls im Bezirk Braunau).